# Weißer Zahnspinner

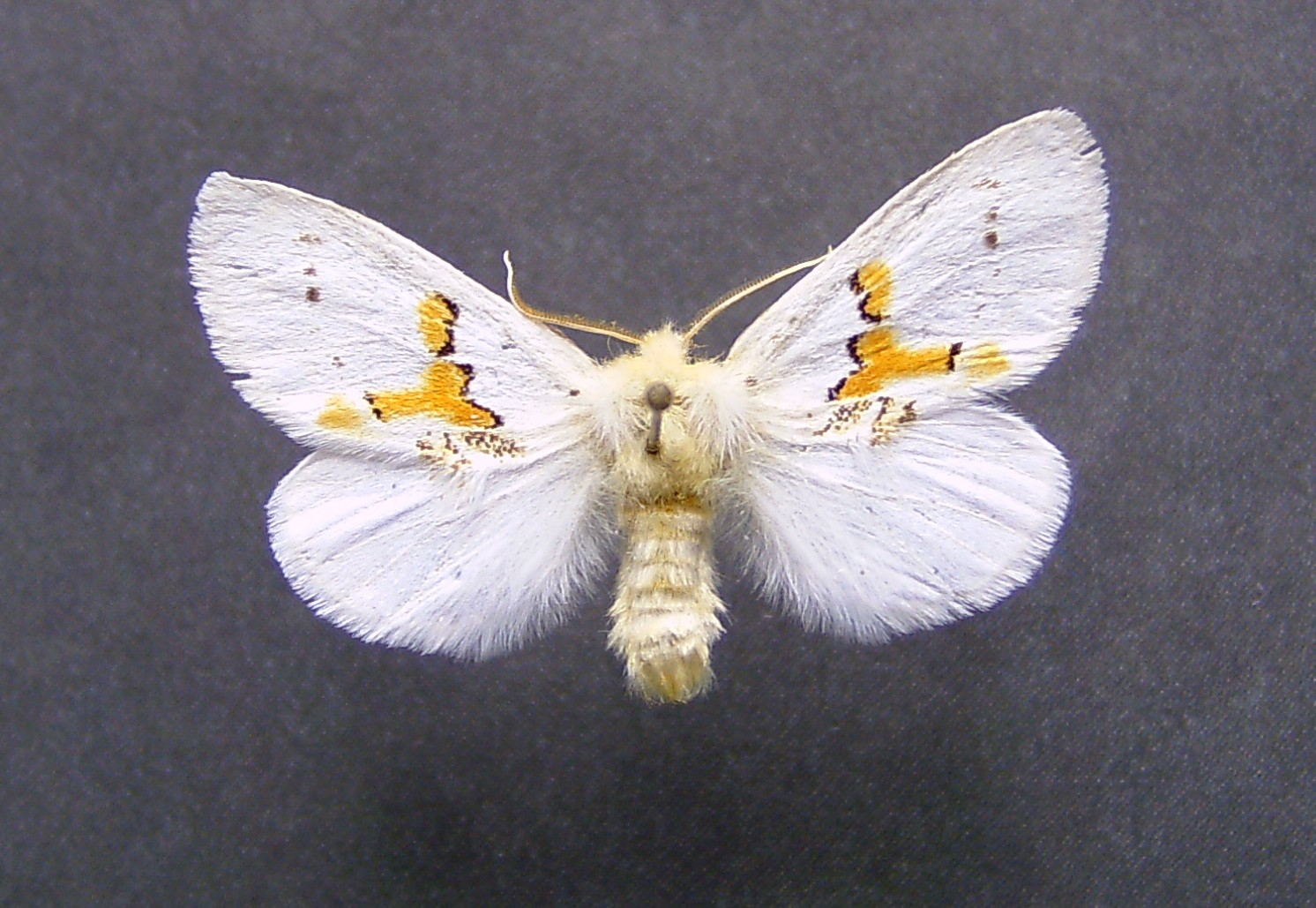
Weißer Zahnspinner (Präparat)

Der Weiße Zahnspinner (Leucodonta bicoloria), auch Schneeweißer Zahnspinner, ist ein Schmetterling (Nachtfalter) aus der Familie der Zahnspinner (Notodontidae).

## Merkmale
Die Falter erreichen eine Flügelspannweite von 28 bis 36 Millimetern. Sie sind aufgrund ihres Aussehens unverwechselbar. Alle Flügel sind von schneeweißer Farbe. Auf den Vorderflügeln befindet sich eine typische, deutlich orangegelbe Zeichnung ungefähr in Form eines liegenden Y, eingerahmt von zwei weiteren, kleineren gleichfarbigen Flecken. Am Außenrand der Vorderflügel sind einige kleine schwarze Punkte zu erkennen. Die Unterflügel laufen am Innenrand mit feinsten weißen Haaren aus.
Das Ei ist flach gewölbt von weißer, gelblicher oder hellgrüner Farbe.
Die Raupe ist glatt mit nur wenigen Haaren. Sie ist gelbgrün, mit zwei dunkelgrünen, gelblich abgesetzten Rückenlinien, sowie schwarzen Stigmen und goldgelben Fußstreifen. Der Kopf ist dunkelgrün. Die Puppe ist schlank und zylindrisch, am Ende gerundet.

## Geographisches Vorkommen und Lebensraum
Die Tiere kommen von Westeuropa (Irland), über den nördlichen Teil Mitteleuropas, in Nordeuropa, in Russland bis zum Amur-Gebiet und in Hokkaidō (Japan) vor. In Mitteleuropa sind lichte Birkenwälder, Moore, sowie warme Hänge und Heiden mit Birkenbestand der bevorzugte Lebensraum.

## Lebensweise
Die Falter fliegen in Mitteleuropa jährlich in einer Generation von Mitte Mai bis Ende Juni. Die sind nachtaktiv und fliegen auch künstliche Lichtquellen an. Die Raupen findet man von Mitte Juni bis Ende August. Sie ernähren sich überwiegend von den Blättern der Birken (Betula). Sowohl die Falter, als auch die Raupen halten sich bevorzugt in den Baumkronen auf. Die Verpuppung findet in einem Gespinst an der Erde statt. Die Puppe überwintert.

## Systematik
Der Weiße Zahnspinner fliegt in vom Kontinentalklima beeinflussten Verbreitungsgebieten (etwa ab Finnland ostwärts) in einer fast völlig weißen Form, vermutlich eine Adaption an dieses Klima. In Sibirien fliegen ausschließlich weiße Exemplare. Diese Form wurde als f. albida beschrieben. Schintlmeister und Sviridov (1986) betrachten diese Form als Unterart. Der Name ist verfügbar; er wurde als Leucodonta albida von Boisduval (1834) in die Literatur eingeführt. Ein jüngeres Synonym ist Shironia nivea Matsumara, 1925 von Hokkaidō.

## Gefährdung und Schutz
Die Art ist in vielen Gebieten Deutschlands gefährdet, in Baden-Württemberg steht sie auf der Vorwarnliste, d. h., es ist zu befürchten, dass bei Fortbestand bestimmter Gefährdungsfaktoren die Art künftig als „gefährdet“ einzustufen ist. Die hochstenöke Art gilt als Indikator für besonders milde Standorte.